# Drymeia similis
Drymeia similis är en tvåvingeart som först beskrevs av Malloch 1918.  Drymeia similis ingår i släktet Drymeia och familjen husflugor. Inga underarter finns listade i Catalogue of Life.